# よしいけいこ
よしい けいこ（3月21日 - ）は、日本のフリーアナウンサー・ナレーター。シグマ・セブン所属。
1985年に千葉テレビ放送の契約アナウンサーとなる。1991年よりシグマ・セブンに所属。現在はナレーターで活動している。

## 出演作品

### ナレーション
- グレートマザー物語（番組予告）
- 素敵な宇宙船地球号（番組予告）
- テレビ神奈川各種教育番組

### 駅自動放送
- JR西日本JR京都線・JR神戸線、大阪環状線、福知山線、阪和線など近畿圏、北陸本線など[1]
- JR東海東海道本線[1]
- JR東日本関東近郊の一部[1]
- 多摩都市モノレール[1]